# Vaitarna
Vaitarna é um  local ao norte da cidade de Bombaim, Índia. Situa-se próximo a divisa com o estado de Gujarat. 